# Антропогенний вплив на природу
Антропогенний вплив на природу — в буквальному перекладі «породжений людиною» вплив на біосферу.
Антропогенними називають ті фактори, які своїм походженням зобов'язані будь-якій діяльності людини. Цим вони принципово відрізняються від чинників природних, які виникли ще до появи людини, але існують і діють досі. Вплив людини як екологічного фактора надзвичайно сильний та різнобічний. Жодна екосистема на планеті не уникнула цього впливу, а багато з них зникли повністю.

## Наростання впливу
З появою  людини і суспільства, природа вступила в новий етап свого існування — почала відчувати на собі антропогенний вплив (тобто вплив людини та її діяльності).
Спочатку відносини людини і природи являли собою взаємний вплив один на одного — людина самостійно (без застосування складних технічних засобів) одержувала для себе користь з природи (їжа, корисні копалини), а природа впливала на людину, причому людина була не захищеною від природи (наприклад, різних стихій, клімату та іншого), досить сильно залежала від неї.
У міру становлення суспільства,  держави, зростання технічної оснащеності людини (складні знаряддя праці, машини) вплив природи на людину зменшився, а вплив людини на природу (антропогенний вплив) посилився.
Починаючи з XVI–XIX ст., коли було зроблено велику кількість корисних для людини наукових відкриттів, винаходів, значно ускладнилися виробничі відносини, вплив людини на природу став систематичним і повсюдним. Природа стала розглядатися людиною вже не як самостійна реальність, а як сировинне джерело для задоволення потреб людини.
У ХХ столітті, коли планомірний науково-технічний прогрес прискорився в декілька разів і переріс у  науково-технічну революцію, антропогенний вплив наблизився до катастрофічного рівня.
В даний час світ техніки (техносфера) практично перетворився на самостійну реальність (суперсучасні технічні відкриття, які зробили можливості людини впливати на природу безмежними, загальна комп'ютеризація і т. д.), а природа майже повністю підпорядкована людині.

Поточний статус дев’яти планетних меж (2023).

Головна проблема (і небезпека) сучасного антропогенного впливу полягає у невідповідності безмежних потреб людства і майже безмежних науково-технічних можливостей впливу на природу і обмежених можливостей самої природи.
Через це існує необхідність охорони навколишнього середовища від згубного впливу людини.

## Види впливу суспільства на природу
Головною дією та причиною усвідомленого і цілеспрямованого впливу суспільства на природу з метою задоволення потреб людини є трудова діяльність. Ця діяльність поділяється на види:
- природоприсвоювальна діяльність превалювала на початкових етапах розвитку людства для використання з навколишнього середовища того, що було необхідне для задоволення потреб: їжа, одяг, будівництво, виготовлення засобів праці чи самозахисту;

- природопристосовницька (природоадаптаційна) діяльність означає пристосування до явищ природи, зміни пори року, клімату, біосфери регіону перебування людини;
- природовідтворювальна діяльність стосується діяльності людини щодо відтворення необхідних природних умов і засобів для існування, насамперед це стосується сільського господарства та фермерства;

- природоперетворювальна (природотрансформаційна) діяльність надає змогу з природних матеріалів створювати інші предмети, які необхідні для задоволення людських потреб;

- природоосвоювальна діяльність подібна до природоприсвоювальної діяльності, але в ширшому сенсі, оскільки стосується використання нових видів рослинного і тваринного світу, освоєння нових територій, ресурсів природи, космосу, для задоволення потреб людини;

- природоохоронна діяльність спрямована на охорону біосфери, для збереження флори і фауни окремих природних територій;

- природотворча діяльність полягає у створенні на певній території необхідних для життя людей умов, штучних водойм, лісів і т. ін.

## Напрями згубного впливу людини на природу

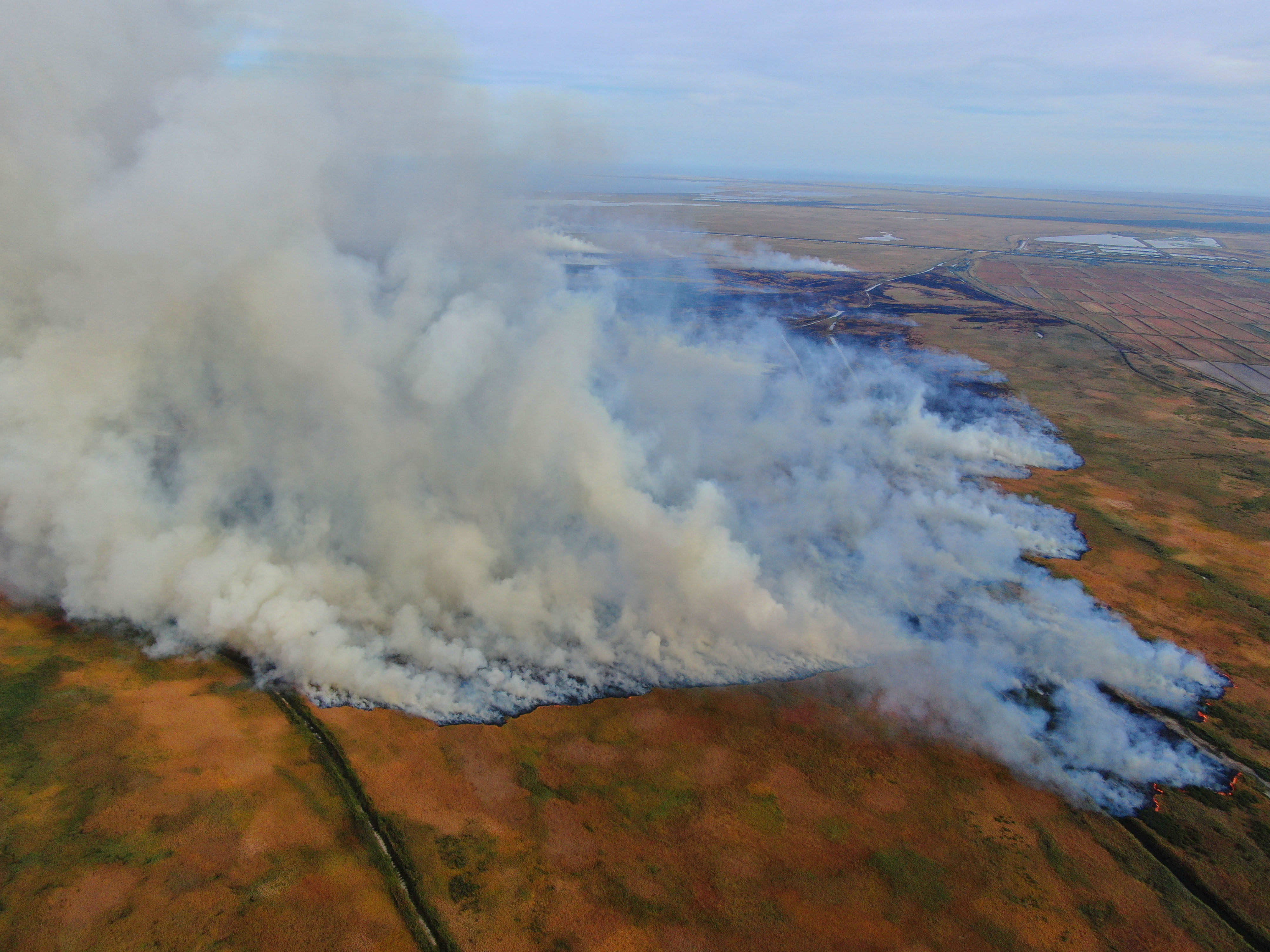
Пожежа в Стенцівсько-Жебриянівських плавнях

Найнебезпечнішими напрямками згубного впливу людини на природу (і його наслідками) є:
- виснаження надр — протягом своєї історії, а особливо у ХХ столітті людство нещадно і в необмежених кількостях видобувало корисні копалини, що призвело до виснаження (близького до катастрофічного) внутрішніх резервів Землі (наприклад, запаси енергоносіїв  нафти,  кам'яного вугілля,  природного газу можуть бути вичерпані вже через 80-100 років);
- забруднення Землі, особливо водоймищ, атмосфери  промисловими відходами;
- знищення рослинного і тваринного світу, створення умов, за яких технічний розвиток (дороги, заводи, електростанції тощо) порушує звичний спосіб життя рослин і тварин, змінює природний баланс флори і фауни;
- застосування атомної енергії як у військових, так і в мирних цілях, наземні і підземні ядерні вибухи.

Для того щоб вижити і не довести планету до  техногенної катастрофи, людство зобов'язане всіляко зменшити свій шкідливий вплив на навколишнє середовище, особливо вищевказані найнебезпечніші його види.